# Las Cejas
Las Cejas è un comune rurale dell'Argentina, appartenente alla provincia di Tucumán, nel dipartimento di Cruz Alta; è situata a 54 km dalla città di San Miguel de Tucumán, capitale della provincia.
Primo abitante della contrada fu il colonnello Roque Sejas, che acquistò il terreno per la sua estancia il 24 giugno 1851.
In base al censimento del 2001, la città contava 2.077 abitanti, con un leggero decremento rispetto al censimento precedente (1991), che contava 2.129 abitanti.